# Jean Van der Heyden

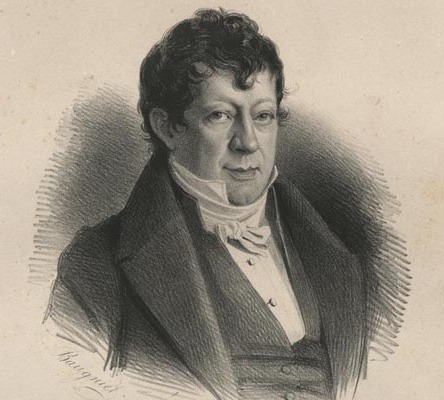
Jean Van der Heyden

Jean Michel Van der Heyden (Maaseik, 30 september 1767 - Luik, 2 september 1836) was een Belgisch volksvertegenwoordiger.

## Levensloop
Van der Heyden was een zoon van de kleermaker Antoine Van der Heyden en van Anne Reumers. Hij bleef vrijgezel.
Na studies wijsbegeerte en letteren (primus in 1786) aan de universiteit van Leuven, doorliep hij een universitaire carrière:
- hoogleraar rechten (Leuven, 1792),
- hoogleraar wijsbegeerte (Leuven, 1794),
- professor experimentele fysica en scheikunde (École centrale du département de l'Ourthe, 1798-1802);
- professor mathesis (Lycée impérial, 1802-1815 en Collège royal 1815-1817) in Luik,
- hoogleraar Faculteit wetenschappen aan de Universiteit van Luik (1817-1828), voor de vakken elementaire algebra, meetkunde, analytische meetkunde, differentiële en integrale rekenkunde en fysische en theoretische astronomie,
- rector van de Universiteit van Luik in 1818-1819.

In 1833 werd hij verkozen tot katholiek volksvertegenwoordiger voor het arrondissement Roermond en vervulde dit mandaat tot in 1835.
Hij was medestichter van de Société des sciences physiques et médicales de Liège (1808).